# کاوه اکبر
کاوه اکبر (زادهٔ ۱۵ ژانویه ۱۹۸۹) شاعر، ویراستار، و استاد ایرانی-آمریکایی است. از او دو مجموعهٔ شعر با نام‌های «گرگ را گرگ خواندن» (به انگلیسی: Calling a Wolf a Wolf) و «سیمای یک الکلی» (به انگلیسی: Portrait of an Alcoholic) به چاپ رسیده‌است. او استاد دانشگاه پردو است و اشعارش در نیویورکر، نیویورک تایمز، مجله شعر، بست امریکن پوئتری، نیو ریپابلیک، و ساعت خبری با جیم لهرر منتشر شده‌اند. اکبر در سال ۲۰۱۶ برندهٔ بورسیهٔ «روث لیلی و دوروثی سارجنت» از بنیاد شعر شد و در سال ۲۰۱۷ و ۲۰۱۸ جایزه پوشکارت را برد.
کاوه همچنین با نگار عمرانی یکی از مترجمان و نویسندگان همکاری‌های زیادی در نشریات مختلف آمریکایی در جهت انتشار آثار داشته است.  

### اشعار منتخب
- "What Use is Knowing Anything if No One is Around, The New Yorker, June 2017
- "Despite My Efforts Even My Prayers Have Turned into Threats", Poetry, November 2016
- "My Kingdom for a Murmur of Fanfare", Poetry, November 2016
- "Portrait of the Alcoholic Floating in Space with Severed Umbilicus", Poetry, October 2016
- "Palmyra", PBS News Hour, December 2015